# 华钰矿业
西藏华钰矿业股份有限公司，簡稱西藏华钰矿业股份和华钰矿业（英語：Xizang Huayu Mining Company Limited，上交所：601020），在2002年，由劉建軍（董事長）及其相關人士於總部拉薩市成立前身「西藏华钰矿业开发有限公司」。業務在中國內地經營铅、锌、铜等有色金属的开采、加工、销售及固体矿产勘察业务。
大股東為西藏道衡投资有限公司。
股份在2016年3月16日於上海證券交易所上市。招股定價為7.18元人民幣，發行新股數目為5,200万股，而集資額為3.34億元人民幣，其中2.3億元人民幣是用作西藏隆子县扎西康铅锌多金属矿采选改扩建工程。
华钰矿业 “就公司保荐机构中信证券、保荐代表人被出具警示函，要求公司对警示函所涉事项进行自查”被上交所于2023年4月11日发布监管工作函。

## 連結
- HuayuMining.com（页面存档备份，存于）